# Castiarina harrisoni
Castiarina harrisoni es una especie de escarabajo del género Castiarina, familia Buprestidae. Fue descrita científicamente por Carter en 1925.